# Røa Dynamite Girls
Røa Dynamite Girls, egentligen Røa Idrettslags kvinnefotballag, är ett fotbollslag från Oslo som ligger i Toppserien, den högsta divisionen i damfotboll i Norge. Røa har tillhört högstadivisionen oavbrutet sedan debutsäsongen 2001. Damfotbollsdelen är avskild i en egen sektion, Røa Fotball Elite.
Røa är en av Norges bästa damfotbollsklubbar, med fem segrar i Toppserien och fem i cupen, och det mest meriterade damfotbollslaget från Oslo i Toppserien. Klubben har haft ett flertal landslagsspelare i laget sedan 2003, däribland Caroline Knutsen, Marie Knutsen, Lene Mykjåland, Guro Knutsen Mienna, Elise Thorsnes, Kristine Edner Wæhler, Siri Nordby, Marit Fiane Christensen, Hedda Strand Gardsjord och Emilie Haavi.
Røas historia har varit starkt präglad av en uppåtgående kurva, med bara säsongen 2005 som en besvikelse. Laget har lyckats att på kort tid förvandlas från ett hobbyprojekt till att bli Norges bästa damfotbollslag. De är det lag som har behövt kortast tid från befordran till Toppserien till serieseger, då de vann ligan under sin fjärde säsong. Røa har varit känt för sin vinnarmentalitet, som bland annat har lett till att laget vann sina fem första cupfinaler.

### Fotnoter
1. ↑  Oslo Byleksikon, 2010, s. 476. Lexikonet är inte uppdaterat med segern i cupfinalen 2010 eller Toppserien 2011.